# Alte Universität Kassel

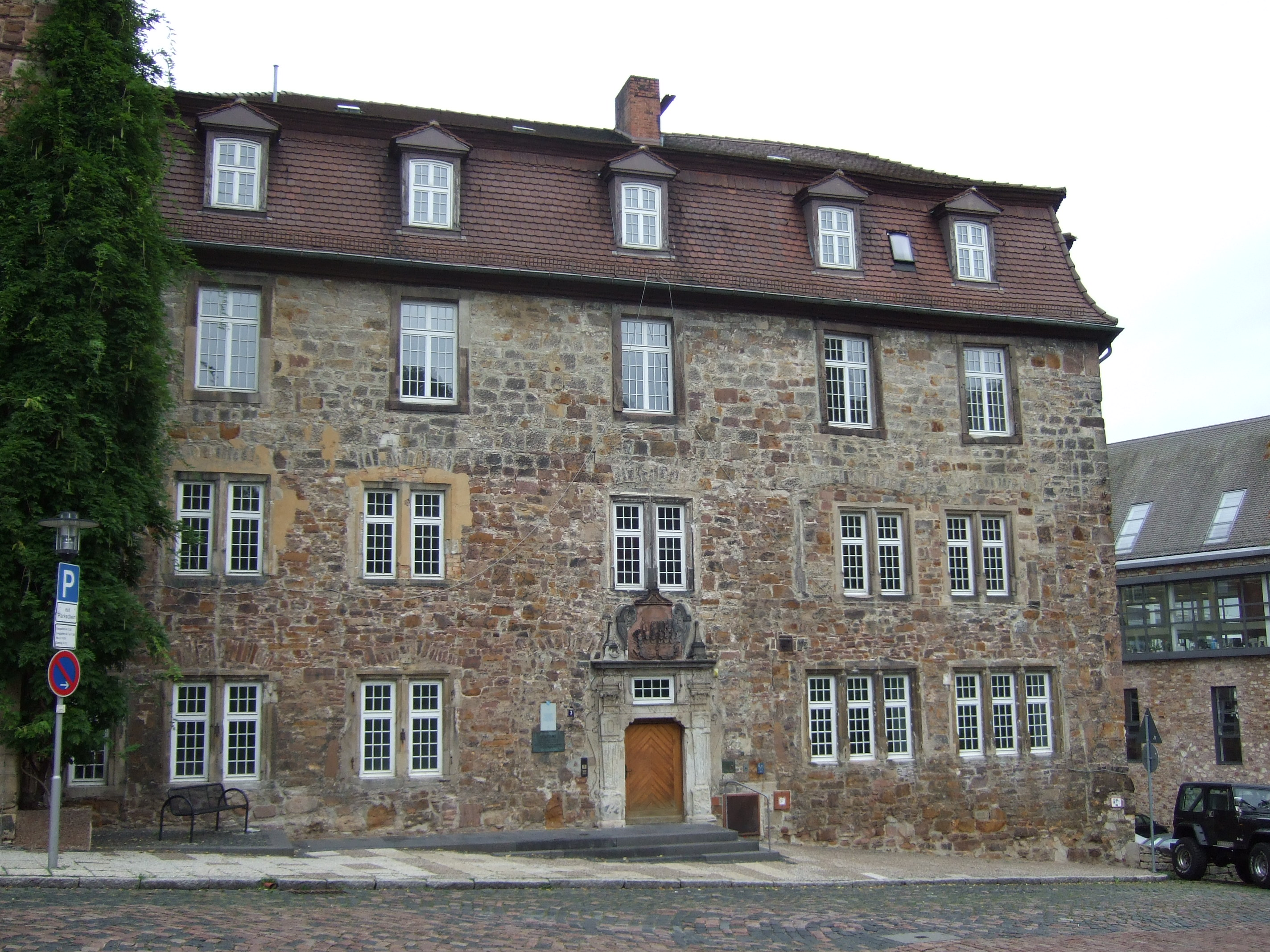
Im Renthof in Kassel war die Hochschule untergebracht

Die alte Universität Kassel (auch Universität Cassel) war eine kurzzeitig im 17. Jahrhundert in Kassel bestehende Universität.

## Geschichte
Die Universität entstand in der Zeit des Dreißigjährigen Krieges und bestand von 1633 bis 1653. Nach Erb- und Konfessionsstreitigkeiten zwischen den Landgrafschaften Hessen-Darmstadt und Hessen-Kassel wurde die Universität Marburg zu einer lutherischen Universität. Daraufhin ließ der Landgraf von Hessen-Kassel Wilhelm V. in Kassel eine reformierte Hochschule errichten. Entgegen den ersten Plänen, die Hochschule nach Vorbild der Hohen Schule Herborn aufzubauen, wurde sie als Universität eröffnet.
Die Universität wurde offiziell zum 2. Januar 1633 eröffnet und mit Statuten versehen. 1628 wurden bereits die ersten Professoren nach Kassel berufen, der Lehrbetrieb begann im Folgejahr 1629. Aufgrund der Wirren des Dreißigjährigen Krieges gelang es nicht, die Universität vollständig auszubauen, so wurde über die ganze Geschichte der Hochschule keine medizinische Fakultät eingerichtet. Es wurden im jährlichen Durchschnitt 36 Studenten immatrikuliert. Als die Universität Marburg wieder zur reformierten Konfession wechselte, wurde die Universität Kassel mit der Marburger Universität vereinigt und der Standort in Kassel wieder geschlossen.

## Persönlichkeiten

### Professoren
- Georg Cruciger (1575–1637), Professor der Theologie, der Hebräischen Sprache sowie der Philosophie, Rektor 1637
- Johannes Combach (1585–1651), Professor der Theologie und der Philosophie, Prorektor 1633 und 1634, Rektor 1646
- Johannes Crocius (1590–1659), Professor der Theologie, 1633, 1640 und 1643 Rektor sowie 1637 Prorektor
- Erich Graff (1607–1683), Professor des Rechts, 1638 und 1650 Rektor
- Werner Geise († 1658), Professor der praktischen Philosophie, 1651 und 1652 Rektor
- Johannes Kleinschmidt (1607–1663), Professor des Rechts, 1641 und 1644 Rektor
- Gregorius Stannarius (1610–1670), Professor der Physik, 1647 und 1648 Rektor
- Sebastian Curtius (1620–1684), Professor der Hebräischen Sprache

### Studenten
- Ernst von Hattenbach (1617–1694), Amtmann
- Adolph Gottfried Volusius (1617–1679), studierte Theologie, Weihbischof von Mainz
- Sebastian Curtius (1620–1684), reformierter Geistlicher, Theologe und Hochschullehrer
- Hermann von Vultejus (1634–1723), studierte die Sieben Freien Künste, hessischer Vizekanzler